# فدراسیون فوتبال آندورا
فدراسیون فوتبال آندورا (کاتالونیایی: Federació Andorrana de Futbol) نهاد اداره‌کننده مسابقات فوتبال و فوتسال در کشور آندورا است.
این فدراسیون که در ۱۹۹۴ تأسیس شده عضو یوفا و فیفا نیز می‌باشد و مقر آن در شهر آندورا لاولا است.
مسابقات لیگ برتر فوتبال آندورا، جام حذفی فوتبال آندورا و سوپر جام فوتبال آندورا زیر نظر این فدراسیون برگزار می‌شود.